# Георг Бохман
Георг Бохман (нім. Georg Bochmann; нар. 18 вересня 1913, Албернау, Саксонія — пом. 8 червня 1973, Оффенбах-на-Майні, Гессен) — німецький воєначальник, СС-оберфюрер Ваффен-СС часів Третього Рейху (1945). Один зі 160 кавалерів Лицарського хреста з Дубовим листям та мечами (1945).
Усю військову службу провів у регулярних частинах Ваффен-СС, перебував на командних посадах у 3-й, 2-й та 9-й танкових дивізіях СС. Командував 18-ю та 17-ю танково-гренадерськими дивізіями СС.

## Біографія
Георг Бохман народився 18 вересня 1913 у саксонському містечку Албернау поблизу Рудних гір. Його батьки були працівниками у текстильному виробництві й жили дуже скромно. Після завершення школи навчався у Лейпцизькому університеті.
Військова кар'єра
- 1 квітня 1934 — СС-манн
- 9 листопада 1934 — CC-Штурмманн
- 24 грудня 1934 — СС-Роттенфюрер
- 20 квітня 1936 — СС-унтерштурмфюрер
- 20 квітня 1937 — СС-оберштурмфюрер
- 25 серпня 1939 — СС-гауптштурмфюрер
- 20 квітня 1942 — СС-штурмбаннфюрер
- 9 листопада 1943 — СС-оберштурмбаннфюрер
- 9 листопада 1944 — СС-штандартенфюрер
- 20 квітня 1945 — СС-оберфюрер

Приєднався до Гітлер'югенда й в 1933 році вступив до лав нацистської партії (членський номер № 1 907 565). 1 квітня 1934 був зарахований до загону SS-Totenkopfverbände (членський номер № 122 362), служив в охороні концентраційного табору для політв'язнів Дахау.
На день народження Гітлера 20 квітня 1936 присвоєне перше офіцерське звання — СС-унтерштурмфюрер, а через рік підвищений до СС-оберштурмфюрера. Брав активну участь у створенні регулярних частин Ваффен-СС, а саме бойових підрозділів дивізії СС «Мертва голова».
За часи Французької кампанії 1940 року Г.Бохман взяв участь у бойових діях в посаді командира моторизованого підрозділу — 14-ї протитанкової роти 1-го піхотного полку «Тотенкопф» (нім. 14. Panzerjägerkompanie / SS-Totenkopf-Infanterie-Regiment 1), бився під Камбре, Аррасом, Дюнкерком та на чолі передових частин, що проривалися вглиб південно-західної Франції в ході операції «Рот». 20 червня 1940 року за прояву сміливості та звитяги нагороджений Залізним хрестом 2-го класу. З літа 1940 до квітня 1941 року в складі дивізії «Тотенкопф» виконував окупаційні функції на території Франції в Аквітанії.
У квітні 1941 року дивізія передислокована до Східної Пруссії, де переформована на мотопіхотну дивізію СС «Мертва голова» й увійшла до складу групи армій «C», що готувалася до вторгнення до Радянського Союзу.
22 червня 1941 року з початком війни проти СРСР Г.Бохман діяв у складі дивізії в групі армій «Північ», командуючи протитанковим дивізіоном СС (нім. SS-Panzerjägerabteilung "Totenkopf"), брав участь у боях в районі Каунаса, потім у районі Пскова, Луги. 8 липня 1941 року СС-гауптштурмфюрер Бохман за бої в Латвії був відмічений Залізним хрестом 1-го класу. У серпні 1941 року бився на озері Ільмень проти радянських військ.
У січні 1942 року дивізія Г.Бохмана протистояла зимовому наступу Північно-Західного фронту Червоної армії в районі Дем'янська. В результаті цієї битви радянські війська оточили 6 дивізій 16-ї польової армії (12-та, 32-га та 123-тя піхотні дивізії X-го армійського корпусу, й 30-та, 290-та піхотні, а також моторизована дивізія СС «Тотенкопф» II-го армійського корпусу). Загалом у кільці опинилися близько 95 тис. вояків Вермахту. В цих кровопролитних боях командир протитанкового дивізіону СС проявив виключну мужність, витримку та високі командирські якості, за що 3 березня 1942 був нагороджений Лицарським хрестом Залізного хреста, а пізніше удостоєний особливої відзнаки — «Дем'янського щита».
20 квітня 1942 Бохману присвоєне чергове звання СС-штурмбаннфюрер.
21 жовтня 1942 року його призначили командиром 2-го моторизованого батальйону полку «Тюле» дивізії. Наприкінці жовтня моторизована дивізія СС «Тотенкопф» через важкі втрати у живій силі та техніці була відведена з німецько-радянського фронту до Франції на відновлення боєздатності.
У лютому 1943 року танкові дивізії СС «Рейх», «Адольф Гітлер» і «Мертва голова», що були зведені в 2-й танковий корпус СС під загальним командуванням Пауля Гауссера, з району формування у Франції в терміновому порядку перекинули під Харків, де тривав успішний радянський наступ. Батальйон Бохмана бився за Харків, Сорокове та Тетлегу. 17 травня 1943 року за особливі заслуги в битві за Харків СС-штурмбаннфюрер Г.Бохман був відмічений дубовим листям до Лицарського хреста, ставши 246-м кавалером цієї нагороди, яку особисто вручав Гітлер.
У липні 1943 року Г.Бохман призначений командиром танкового полку 3-ї танкової дивізії СС «Тотенкопф», хоча офіційно він залишався на посаді командира 2-го моторизованого батальйону «Тюле». 9 листопада 1943 він підвищений у званні до СС-оберштурмбаннфюрера. Командував танковим полком СС «Тотенкопф» у битві на Курській дузі на південному фасі фронту та згодом у контрнаступі на річці Міус. У жовтні 1943 року в боях був поранений та відправлений на реабілітацію додому. По одужанню став викладачем в офіцерському училищі в Бад-Арользен у Гессені.
9 листопада 1944 року з присвоєнням звання СС-штандартенфюрер, отримав призначення в 2-гу танкову дивізію СС «Дас Райх». Однак, вже 20 листопада переведений командиром танкового полку в 9-ту танкову дивізію СС «Гогенштауфен»
2 січня 1945 року Бохман очолив 18-ту танко-гренадерську дивізію СС «Горст Вессель» і після запеклих боїв на Західному фронті, його дивізію терміново перекинули на Схід, де утворилася загроза прориву радянських військ. У боях поблизу Оберглогау в Сілезії німецька танкова дивізія була розгромлена частинами Червоної армії, пораненому командиру дивізії вдалося прорватися із залишками своїх частин на захід. За цей вчинок його удостоїли мечів до Лицарського хреста, він став 140-м кавалером цієї нагороди. 20 квітня 1945 Бохман підвищений у званні до СС-оберфюрера.
27 березня 1945 СС-штандартенфюрер очолив наступну дивізію СС — 17-ту танко-гренадерську дивізію СС «Гьотц фон Берліхінген». У боях в Баварії офіцер відмовився виконувати самовбивчий наказ генерал-фельдмаршала Ф.Шернера атакувати союзні війська, був відсторонений від командування дивізією й за невиконання наказу старшого начальника на нього відкрив справу військовий трибунал.
9 травня 1945 року СС-оберфюрер Георг Бохман здався американським військам в районі Роттах-Егерн.
У 1947 році відпущений з табору для військовополонених на волю. 8 червня 1973 Георг Бохман помер від хвороби в Оффенбаху-на-Майні у федеральній землі Західної Німеччини Гессен, у віці 59 років.

## Нагороди
- Почесна шпага рейхсфюрера СС (13 вересня 1936)
- Спортивний знак СА в бронзі
- Німецька імперська відзнака за фізичну підготовку в бронзі
- Медаль «У пам'ять 13 березня 1938 року»
- Медаль «У пам'ять 1 жовтня 1938»
- Залізний хрест
  - 2-го класу (20 червня 1940)
  - 1-го класу (8 липня 1941)
- Лицарський хрест Залізного хреста з дубовим листям і мечами
  - лицарський хрест (3 травня 1942)
  - дубове листя (№246; 17 травня 1943)
  - мечі (№140; 26 березня 1945)
- Штурмовий піхотний знак в сріблі
- Медаль «За зимову кампанію на Сході 1941/42»
- Дем'янський щит
- Нагрудний знак «За участь у загальних штурмових атаках»
- Нагрудний знак «За поранення» в золоті